# Klaus Ebner
Klaus Ebner (Beč, 8. kolovoza 1964.) je austrijski književnik koji piše prozu (romane, pripovijetke, kratku prozu) i eseje. Osim toga piše poeziju na njemačkom i na katalonskom.

## Životopis
Rođen je u Beču 1964. godine. Studirao je germanistiku i romanistiku, prevođenje i europsku ekonomiju. Radio je u bečkom literarnom časopisu. Potom je radio kao prevoditelj i učitelj jezika.
Nakon mature pisao je kratku prozu, liriku i radio-drame. Objavljivao je tekstove u literarnim i kulturnim časopisima. Od 2004. postaje sve aktivniji. Piše prozu isključivo na njemačkom, a poeziju na njemačkom i na katalonskom jeziku. godine 2007. zahvaljujući stipendiji austrijske vlasti, proveo je kratko vrijeme u Pirenejima sto je rezultiralo esejom o Andori.

## Književne nagrade
- 2008. Stipendija za literaturu Arbeitsstipendium vlasti Austrije
- 2007. Nagrada Wiener Werkstattpreis 2007, Beč
- 2007. Stipendija za literaturu Reisestipendium vlasti Austrije
- 2007. Menzione međunarodne nagrada za poeziju Nosside, Reggio Calabria
- 2005. Feldkircher Lyrikpreis (4.)
- 2004. La Catalana de Lletres 2004 (poezija je uključena u Godišnju Antologiju nagrađenih radova), Barcelona
- 1988. Erster Österreichischer Jugendpreis za roman Nils
- 1984. Nagrada Radio-Drame literarnog časopisa TEXTE (3.)

## Djela
- Vermells (Crvenili); poezija — SetzeVents Editorial, Urús 2009. ISBN 978-8492555109
- Hominide (Hominid); pripovijetka — FZA Verlag, Beč 2008. ISBN 978-3950229974
- Auf der Kippe (Na krajnjem rubu), kratka proza — Arovell Verlag, Gosau 2008. ISBN 978-3902547675
- Lose (Sudbina), pripovijetke — Edition Nove, Neckenmarkt 2007. ISBN 978-3852511979

## U antologijama
- Träume (Sani); proza, u: Junge Literatur aus Österreich 85/86, Österreichischer Bundesverlag, Beč 1986, ISBN 3-215-06096-5
- Island (Islandija); pjesma, u: Vom Wort zum Buch, Edition Doppelpunkt, Beč 1997, ISBN 3-85273-056-2
- El perquè de tot plegat; katalonska pjesma, u: La Catalana de Lletres 2004, Cossetània Edicions, Barcelona 2005, ISBN 84-9791-098-2
- Das Begräbnis (Pokop); pripovijetka, u: Kaleidoskop, Edition Atelier, Beč 2005, ISBN 3-902498-01-3
- Die Stadt und das Meer (Grad i more); esej, u: Reisenotizen, FAZ Verlag, Beč 2007, ISBN 978-3950229943

## Vanjske povesnice
- Stranica književnika: www.klausebner.eu
- Stranica autora, izdanje Schreiblust, Njemačka
- Životopis, literarni časopis DUM (Austrija)